# Cedar Hill Lakes
Cedar Hill Lakes è un villaggio degli Stati Uniti d'America, situato nello Stato del Missouri, nella contea di Jefferson.